# Adam Naruszewicz
Adam Tadeusz Stanisław Naruszewicz, född 20 oktober 1733 i Pinsk, död 8 juli 1796 i Janów vid Bug, var en polsk historiker och författare.
Naruszewicz inträdde redan vid unga år i jesuitorden, studerade i utlandet, blev professor i poetik först i Vilnius, därefter vid adelskollegiet i Warszawa, slutligen biskop först i Smolensk, sedan i Lutsk.
I sina lyriska stycken, mest hovpoesi, gratulationer och dylikt, hyllar han den pseudoklassiska smaken; mera betydande är hans satirer (Dzieła poetyckie, 1778). Han är demokrat och vänder sina blickar till den gamla tiden, då kungen ännu hade någon myndighet. Han förutser fördärvet; den fyraåriga riksdagen, i vilken han själv deltog, fyller honom med dyster förtvivlan, åt vilken han ger uttryck i sin berömda dikt "De dödas röst", som man kallat "Den polska reformens filosofi".
Naruszewicz viktigaste arbete är emellertid "Polska folkets historia". Av denna utkom 1780–86 sju band (ny upplaga 1859–60), i vilka berättelsen förs fram till jagellonska husets tronbestigning. Det var den första kritiska behandlingen av ämnet och blev utgångspunkt för senare forskare. Fosterlandets olyckor betog författaren lusten att fortsätta, och han överlevde ej länge dess undergång. Bland hans övriga skrifter förtjänar att nämnas hans biografi över Jan Karol Chodkiewicz och hans Tauryka (historia och beskrivning över Krim).

## Fotnoter
1. 1 2  Encyclopædia Britannica, Encyclopædia Britannica Online-ID: biography/Adam-Naruszewicztopic/Britannica-Online, läst: 9 oktober 2017.[källa från Wikidata]
2. ↑  Brockhaus Enzyklopädie, Brockhaus Enzyklopädie-ID: naruszewicz-adam, läst: 9 oktober 2017.[källa från Wikidata]
3. ↑  Sejm-Wielki.pl profil-ID: psb.19600.1.[källa från Wikidata]
4. ↑  Catholic-Hierarchy.org, Catholic Hierarchy person-ID: naru, läst: 30 januari 2021.[källa från Wikidata]
5. ↑  Charles Dudley Warner (red.), Library of the World's Best Literature, 1897, läs online.[källa från Wikidata]
6. ↑  Catholic-Hierarchy.org, Catholic Hierarchy person-ID: naru, läst: 4 februari 2021.[källa från Wikidata]
7. ↑  Catholic-Hierarchy.org, Catholic Hierarchy person-ID: naru, läst: 3 februari 2021.[källa från Wikidata]
8. 1 2 3  Catholic Hierarchy person-ID: naru.[källa från Wikidata]
9. ↑  Józef Wolff (red.), Senatorowie i dygnitarze Wielkiego Księstwa Litewskiego 1386—1795, 1885, s. 282, läs online.[källa från Wikidata]
10. ↑  Catholic Hierarchy stifts-ID: s564.[källa från Wikidata]
11. ↑  Catholic Hierarchy stifts-ID: luts.[källa från Wikidata]